# Ektosporium
Ektosporium lub epispora – zewnętrzna warstwa ściany komórkowej w bazydiosporach grzybów. Jest niezwykle cienka i w dojrzałych zarodnikach staje się śluzowatą, lepką powierzchnią. U niektórych gatunków grzybów w trakcie dojrzewania zarodników ulega rozerwaniu i pozostają z niej tylko niewielkie, izolowane fragmenty. Pozostałe warstwy ściany zarodników to kolejno: perisporium, exosporium, episporium i endosporium.